# Uniforme des cuirassiers de l'armée napoléonienne

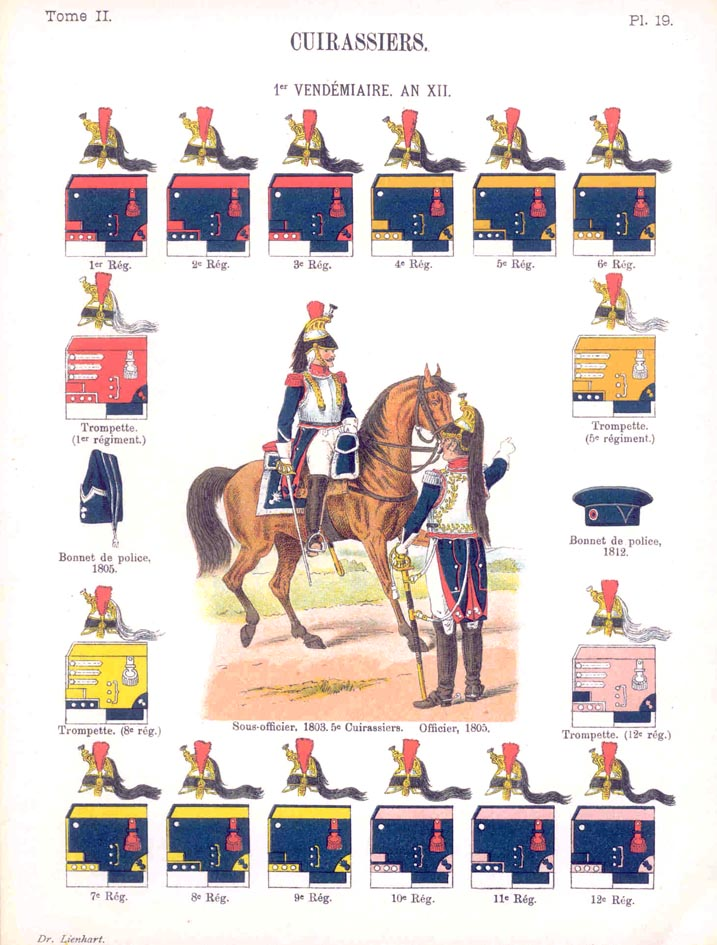
Planche uniformologique sur les cuirassiers du Premier Empire. Le sous-officier à cheval est représenté avec l'ancien l'uniforme de cavalerie non réglementaire à basques longues commun aux troupes en 1803. Figure aussi le schéma des couleurs distinctives des uniformes de la troupe et des trompettes et deux bonnets de police. Planche 19 du tome II des « Uniformes de l'armée française », de Constant Lienhart et René Humbert.

L'uniforme des cuirassiers de l'armée napoléonienne est le costume militaire et réglementaire, porté par les 14 régiments de cuirassiers de la cavalerie lourde sous le Consulat et le Premier Empire. Il se caractérise par le port d'une cuirasse, et d'un casque à cimier. Les trompettes ne portaient pas de cuirasse. Chaque régiment était identifié par une couleur distinctive présente sur différents éléments de l'uniforme, comme le collet ou les basques. Entre 1803, année de la réorganisation d'une partie de la cavalerie en cavalerie cuirassier, et 1815, l'uniforme a subi des modifications, aussi bien dans la coupe de l'habit, le changement de couleurs des régiments, que dans les améliorations des casques et des cuirasses.

## Historique
En 1791, la cavalerie lourde compte une vingtaine de régiments dits « de cavalerie ». De ceux-ci, seul le 8e est cuirassé. Une série de réorganisations aboutira à avoir, en 1803, 12 régiments de cavalerie portant cuirasse et, partant, appelés « cuirassiers ». Les autres régiments passeront dans l'arme des dragons.
Les régiments de cuirassiers sont considérés comme régiments d'élite et n'ont pas de compagnie d'élite. C'est pour cette raison que toutes les compagnies portent le plumet rouge.
En 1808, deux régiments provisoires de cuirassiers sont formés pour aller en Espagne. Leurs restes donneront, en 1808, naissance au 13e cuirassiers. Enfin, l'incorporation de la cavalerie hollandaise à la cavalerie française, en 1810, donnera naissance à un 14e régiment. Celui-ci portera, jusqu'en 1811, un uniforme particulier, blanc à distinctive bleu clair.

## Équipements de l'uniforme

### Couvre-chefs

#### Casques

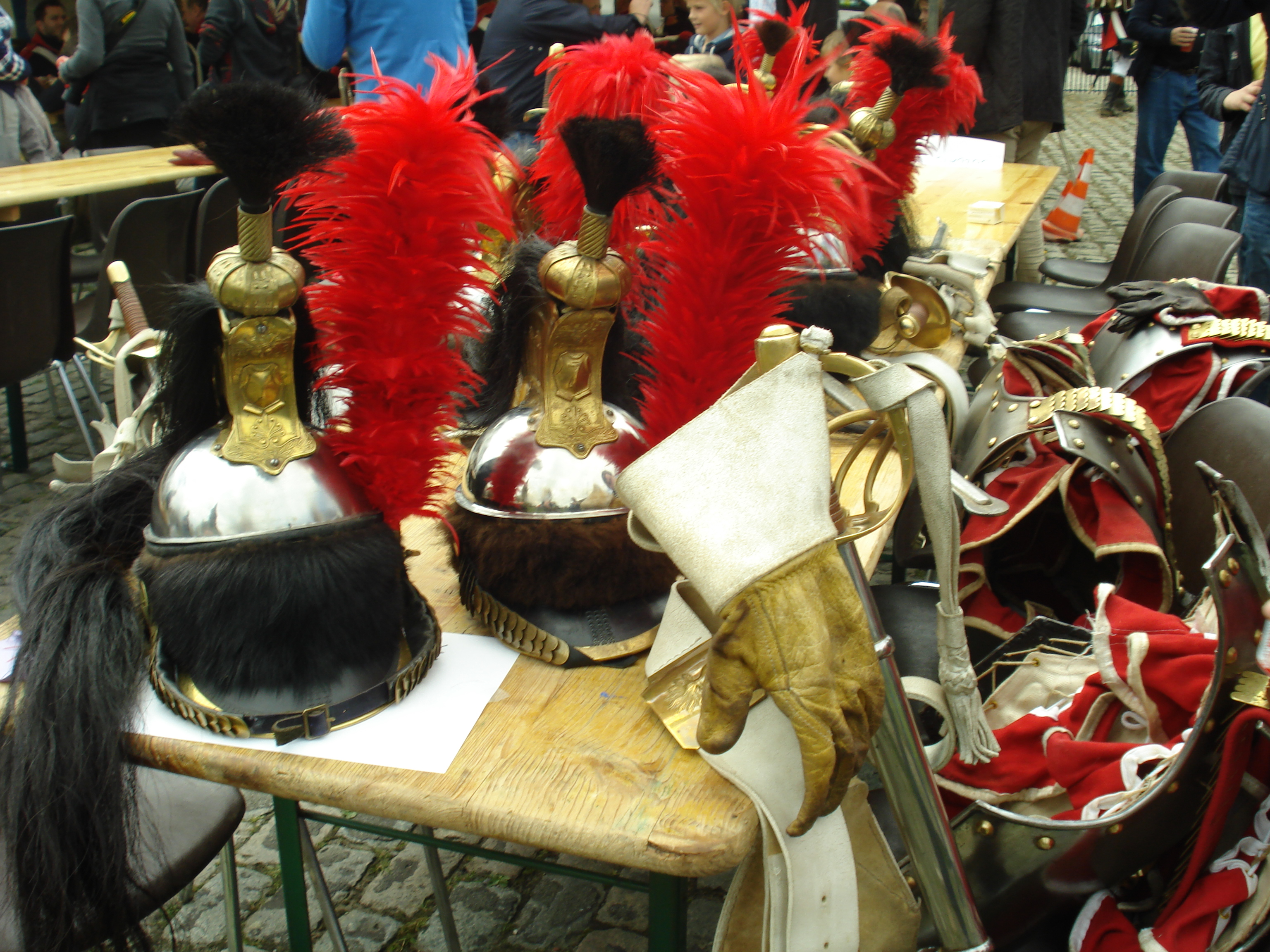
Deux casques de cuirassiers présentés dans le cadre d'une reconstitution historique en 2012.

Le principal couvre-chef des cuirassiers est le casque, inspiré du modèle des régiments de dragons, qui est constitué d'une bombe en fer entourée d'un bandeau de cuir recouvert de fourrure en peau de vache, surmontée d'un cimier en cuivre sur lequel une crinière était fixée par une houpette. Le cimier était orné sur le devant d'un masque en forme de Gorgone. La visière, à l'origine était en cuir noir cerclé de métal, elle est ensuite fabriquée entièrement en acier. De chaque côté du casque, des jugulaires de cuivre, fixées par des rosaces, servaient à faire tenir le casque sur la tête et à protéger des coups de sabre. Un plumet rouge était fixé par la tige, sur le côté gauche du casque, à l'aide d'une douille de cuivre.
Tout comme la cuirasse, le casque connaît des améliorations dans sa fabrication et l'évolution de sa forme. Les premiers casques sont ceux des régiments de dragons de 1800. Le bandeau de cuir est recouvert de fourrure d'oursin noir, la bombe est en acier et le cimier en laiton, la visière est en cuir noirci. Au lieu d'une jugulaire, une mentonnière de cuir est fixée dans la coiffe du casque. Le chef de brigade Pierre Margaron commandant du 1er régiment, dans un rapport du 9 décembre 1801 adressé au ministre de la Guerre, critique ces casques, leur reprochant leurs petites tailles et le brillant de l'acier : « cette coiffure ne parait pas correspondre à la taille des chevaux ni des hommes et à leur armure, elle n'est point assez énergique et il y a beaucoup trop de brillant »,. En 1803, un nouveau casque est mis au point, adapté à la cuirasse et mieux proportionné. La mentonnière est remplacée par des jugulaires en laiton, le cimier, du même métal, est plus haut, décoré sur les côtés, de palmettes et par devant, le masque présente une cuirasse romaine en relief et une tête de Gorgone. L'acier de la bombe est noirci, et le bord de la visière est renforcé de laiton. L'inconvénient de ce modèle était l'absence de plaque au-dessus du cimier, ce qui formait, avec la crinière qui était fixée, une gouttière qui, par temps humide, laissait pénétrer l'eau dans la rainure et pouvait provoquer le pourrissement des fixations et des crins. L'eau pouvait aussi s'écouler sous la cuirasse, et tremper entièrement le dos. Pour pallier ce défaut, les soldats nattaient la crinière au-dessus du cimier. Le type de 1807 fut amélioré en conséquence, la crinière étant protégée par une plaque de laiton sur le cimier, pour empêcher la pénétration de l'eau. Le modèle fabriqué en 1811 est reconnaissable par l'absence d'élément décoratif sur le cimier, son masque et les jugulaires, pour des raisons de simplification de fabrication. L'absence de bordure de laiton pour renforcer la visière de cuir fait que celle-ci se déforme. En raison des critiques nombreuses dont ce modèle de casque faisait l'objet, il fut retiré de la circulation en décembre 1814.

#### Chapeaux
Jusqu'en 1803, avant l'établissement des régiments de cavalerie en cuirassiers, les régiments, à commencer par le 8e et le 1er, portaient encore le chapeau de cavalerie. C'est un bicorne de feutre noir, dont la coiffe en toile était doublée de cuir, avec un plumet rouge à base noire, en plumes de coq. En ville et en sortie les cuirassiers portaient le bicorne de feutre noir avec un pompon distinctif de la compagnie, caractéristique de la petite tenue.

#### Bonnets
En tenue d'écurie et d'instruction, ils portaient le bonnet de police à la dragonne, qui, après le règlement de 1812 est remplacé par le pokalem.

### Cuirasse

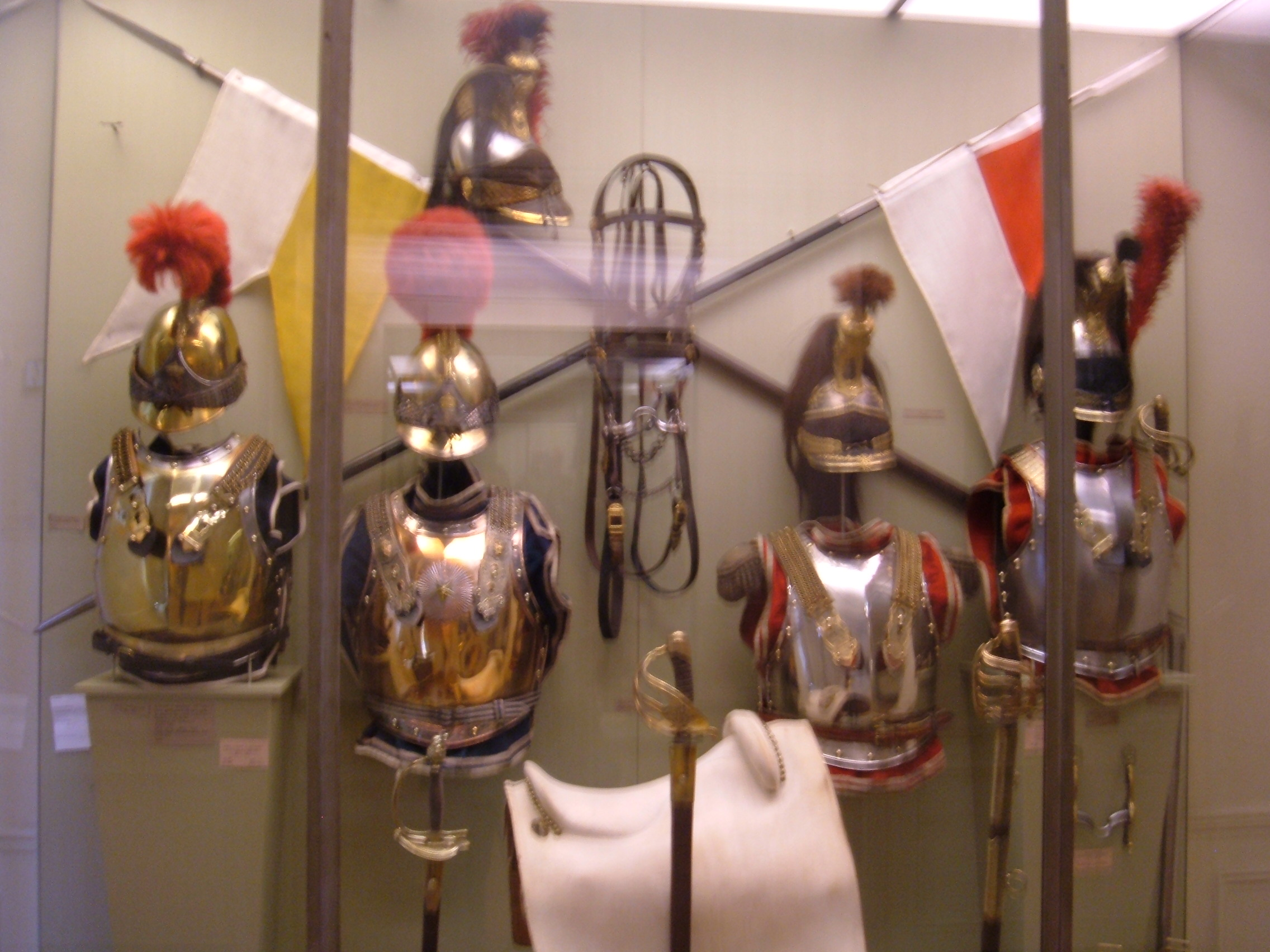
Cuirasses et casques de la cavalerie lourde exposés au musée de l'Armée de Paris. À droite, deux casques et cuirasses de cuirassiers.

La cuirasse est constituée de deux parties, une ventrale, le plastron, et une dorsale, la dossière, chacune garnie de 34 rivets, en cuivre ou en laiton (32 rivets de laiton pour une cuirasse du 10e régiment en 1804). Ces deux parties sont reliées par des épaulières en cuir recouvertes d'écailles de cuivre, et dont l'extrémité est de forme triangulaire, ou en « pattes de lion » pour les officiers, et d'une ceinture de cuir rouge fixé par des rivets à la dossière. La cuirasse est fabriquée en fer battu, et doublée d'une garniture de toile de chanvre matelassée de crin, avec une bordure de couleur rouge cramoisi à galon blanc, la « fraise » qui déborde de la cuirasse et évite les frottements sur la tunique. Du Consulat à la fin du Premier Empire, quatre modèles de cuirasses ont été fabriqués en fonction de l'évolution de l'uniforme.
Le premier modèle dit « de 1801 » est issu des régiments de cavalerie de l'Ancien Régime. Sa forme archaïque est caractérisée par l'angle aigu de la bordure inférieure du plastron, celui-ci est peu bombé, et la fraise découpée en forme de feston. Ce modèle équipe les régiments jusqu'en 1804. Le modèle de cuirasse qui le remplace, désigné « modèle de 1804 », est fabriqué pour les nouveaux régiments organisés lors de la subdivision de la cavalerie en cuirassiers le 24 septembre 1803. Ce modèle est en tôle laminée de fer d'une épaisseur de 2,8 mm, et d'un poids d'environ 7 kilos. Résistant aux attaques au sabre ou à la baïonnette, il offre une protection moins efficace contre les armes à feu. Le modèle suivant « de 1807 » apporte quelques modifications mineures par rapport au modèle précédent. Il est plus bombé et ses emmanchures sont réduites afin que la protection du tronc soit améliorée. L'angle de la bordure inférieure du plastron disparaît et devient arrondi. En 1812, un dernier type de cuirasse fait son apparition, amélioré pour en accroître à nouveau la protection, notamment en ajoutant une gouttière au niveau du collet, servant à dévier les coups de sabre ou de lance. La matelassure n'est plus fixée par un fil de fer, mais par des agrafes qui retiennent aussi les rivets.
De par leurs affectations en dehors du territoire français, il arrivait aux cuirassiers de remplacer les cuirasses manquantes, détruites ou perdues, par des modèles de cuirasses d'armées étrangères. En 1806, un rapport d'inspection mentionne qu'un détachement du 2e régiment, pour pallier l'absence de cuirasses, s'équipa de plastrons de cuirasses noires de l'armée prussienne.

### Habit
À partir du décret du Ier vendémiaire an XII, qui réglemente l'uniforme des  cuirassiers, un premier habit est proposé, inspiré du modèle autrichien. C'est un habit-veste droit sans revers, et à basques courtes, fermé par devant. Les retroussis, les parements de manches portent les couleurs des différents régiments. Cependant dans l'usage, les cuirassiers continuent, de porter l'ancien uniforme de cavalerie, à la française, à revers et basques longues, inadaptés et gênant avec le port de la cuirasse.
1805 voit la généralisation de l'habit court sans revers, à passepoils de la couleur distinctive, et à basques courtes. Parfaitement adapté au port de la cuirasse, il devient, porté seul, d'un caractère austère, qui tranche avec les uniforme des autres troupes de cavalerie. Ce qui va amener à choisir  un nouveau modèle d'habit.
À partir de 1806 c'est un habit demi long à revers qui est adopté, pour être remplacé en 1810 par l'habit-surtout.

#### Couleur des régiments
|              | Collet    | Passepoil de collet | Parement de manche | Pattes de parement | Passepoil de patte de parement | Retroussis | Poches     |
| ------------ | --------- | ------------------- | ------------------ | ------------------ | ------------------------------ | ---------- | ---------- |
| 1er régiment | écarlate  | bleu                | écarlate           | écarlate           | bleu                           | écarlate   | en travers |
| 2e régiment  | bleu      | écarlate            | écarlate           | bleu               | écarlate                       | écarlate   | en travers |
| 3e régiment  | écarlate  | bleu                | bleu               | écarlate           | bleu                           | écarlate   | en travers |
| 4e régiment  | écarlate  | bleu                | écarlate           | écarlate           | bleu                           | écarlate   | en long    |
| 5e régiment  | bleu      | écarlate            | écarlate           | bleu               | écarlate                       | écarlate   | en long    |
| 6e régiment  | écarlate  | bleu                | bleu               | écarlate           | bleu                           | écarlate   | en long    |
| 7e régiment  | jonquille | bleu                | jonquille          | jonquille          | bleu                           | jonquille  | en travers |
| 8e régiment  | bleu      | jonquille           | jonquille          | bleu               | jonquille                      | jonquille  | en travers |
| 9e régiment  | jonquille | bleu                | jonquille          | jonquille          | bleu                           | jonquille  | en travers |
| 10e régiment | jonquille | bleu                | bleu               | jonquille          | bleu                           | jonquille  | en long    |
| 11e régiment | bleu      | jonquille           | jonquille          | bleu               | jonquille                      | jonquille  | en long    |
| 12e régiment | jonquille | bleu                | bleu               | jonquille          | bleu                           | jonquille  | en long    |

|              | Collet     | Parement de manche | Pattes de parement | Passepoil de patte de parement | Passepoil de retroussis | Poches     |
| ------------ | ---------- | ------------------ | ------------------ | ------------------------------ | ----------------------- | ---------- |
| 1er régiment | écarlate   | écarlate           | écarlate           | bleu                           | écarlate                | en travers |
| 2e régiment  | écarlate   | écarlate           | bleu               | écarlate                       | écarlate                | en travers |
| 3e régiment  | écarlate   | bleu               | écarlate           | bleu                           | écarlate                | en travers |
| 4e régiment  | aurore     | aurore             | aurore             | bleu                           | aurore                  | en long    |
| 5e régiment  | aurore     | aurore             | bleu               | aurore                         | aurore                  | en long    |
| 6e régiment  | aurore     | bleu               | aurore             | bleu                           | aurore                  | en long    |
| 7e régiment  | jonquille  | jonquille          | jonquille          | bleu                           | jonquille               | en travers |
| 8e régiment  | jonquille  | jonquille          | bleu               | jonquille                      | jonquille               | en travers |
| 9e régiment  | jonquille  | bleu               | jonquille          | bleu                           | jonquille               | en travers |
| 10e régiment | rose       | rose               | rose               | bleu                           | rose                    | en long    |
| 11e régiment | rose       | rose               | bleu               | rose                           | rose                    | en long    |
| 12e régiment | rose       | bleu               | rose               | bleu                           | rose                    | en long    |
| 13e régiment | lie de vin | lie de vin         | lie de vin         | bleu                           | lie de vin              | en travers |
| 14e régiment | lie de vin | lie de vin         | bleu               | lie de vin                     | lie de vin              | en travers |

### Culotte
La culotte portée par les cuirassiers était en peau de mouton ou de daim, blanche ou beige. Pour la tenue de campagne, ils portaient la surculotte grise, avec renforcement en cuir .

### Bottes
Les bottes des cuirassiers sont du modèle de cavalerie dit « à l'écuyère », noires, en cuir de vache à tiges demi-fortes et genouillères (Lucien Rousselot mentionne aussi l'usage de bottes à tiges fortes pour les 3e, 10e et 11e régiments), et munies d'éperons mobiles. Les bords de la semelle et du talon sont cloués,. La hauteur des bottes est déterminée de telle sorte, qu'en position assise, le bord supérieur de la genouillère soit dans la ligne de la cuisse, et l'échancrure au niveau du creux du genou. Sous ses bottes, le cuirassier porte des bas de laine à trois fils, et au niveau des genoux, des manchettes de bottes qui protégeaient le bas de la culotte contre les frottements de la genouillère.

### Armement

#### Sabre
Le cuirassier est armé du sabre droit, dit de l'An XI. La garde est une coquille à quatre branches. Le fourreau est en fer. Il est accroché à un ceinturon par deux bélières.

#### Autres armes

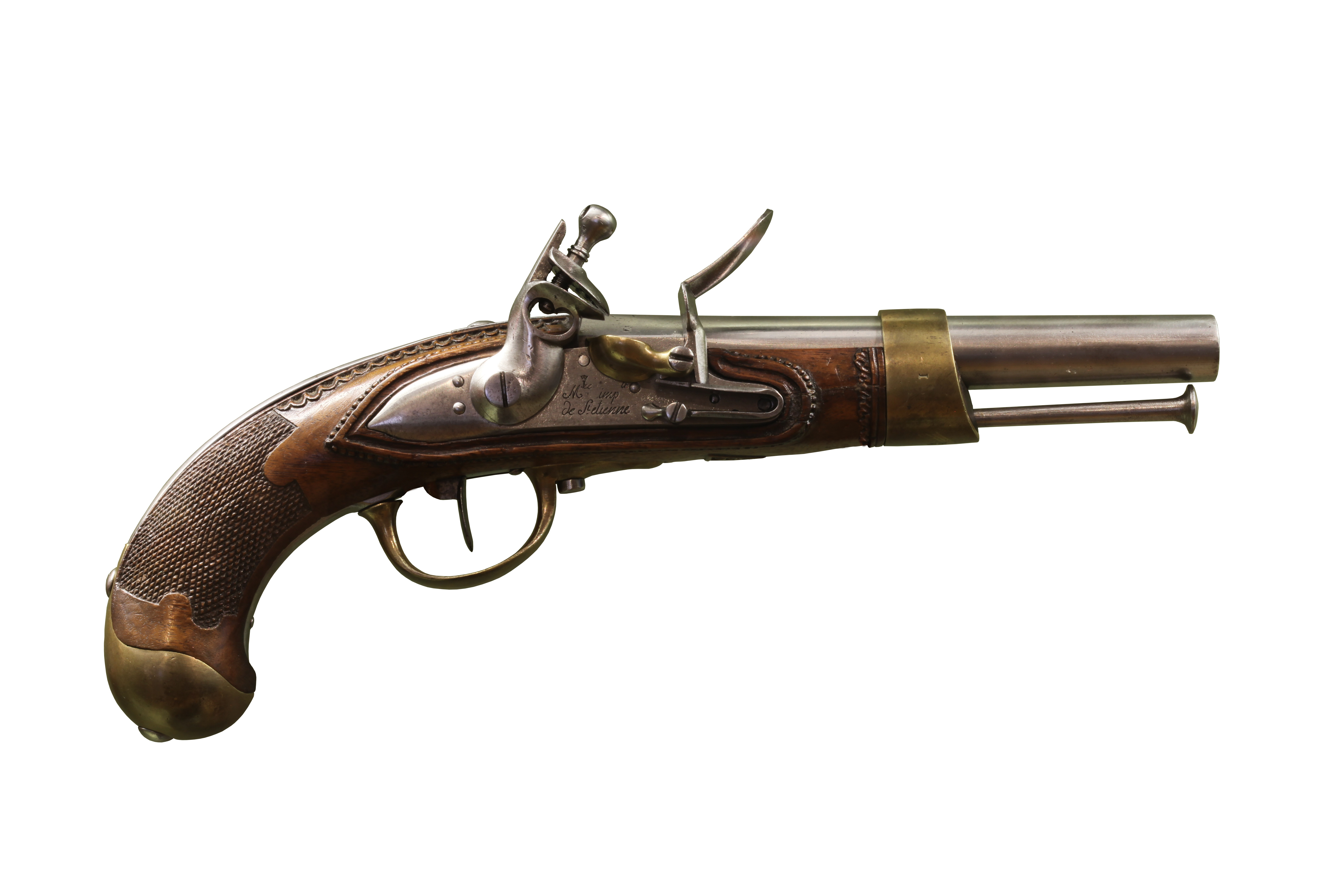
Pistolet de cavalerie, type an XIII, modèle d'arme utilisée par les cuirassiers.

Dans ses fontes, le cuirassier porte un, ou deux, pistolets type An IX ou An XIII. À partir de 1811, l'armement est complété d'un mousqueton et d'une baïonnette. Cette dernière est accrochée au ceinturon du sabre. Le mousqueton est porté par une bandoulière de cuir blanchi à laquelle il est relié par un crochet.
Le cuirassier porte aussi une giberne en cuir noir en bandoulière. Le bonnet de police peut être roulé et attaché sous la dite giberne.

### Équipement de cavalerie
La selle du cuirassier est en cuir naturel. Elle est protégée par une demi-schabraque de mouton blanc, festonnée de la couleur distinctive. La housse croupelin est en tissu bleu, galonné de blanc, passepoilé de la couleur distinctive; dans le coin, une grenade, blanche, qui sera plus tard remplacée par le chiffre du régiment. Le harnachement du cheval est en cuir noir, les sangles grises et les étrivières, blanches.
Le portemanteau est carré, de toile bleue, galonné de blanc. Il porte sur chaque côté une grenade blanche ou le chiffre du régiment. Le manteau plié se porte attaché sur le portemanteau.

## Trompettes

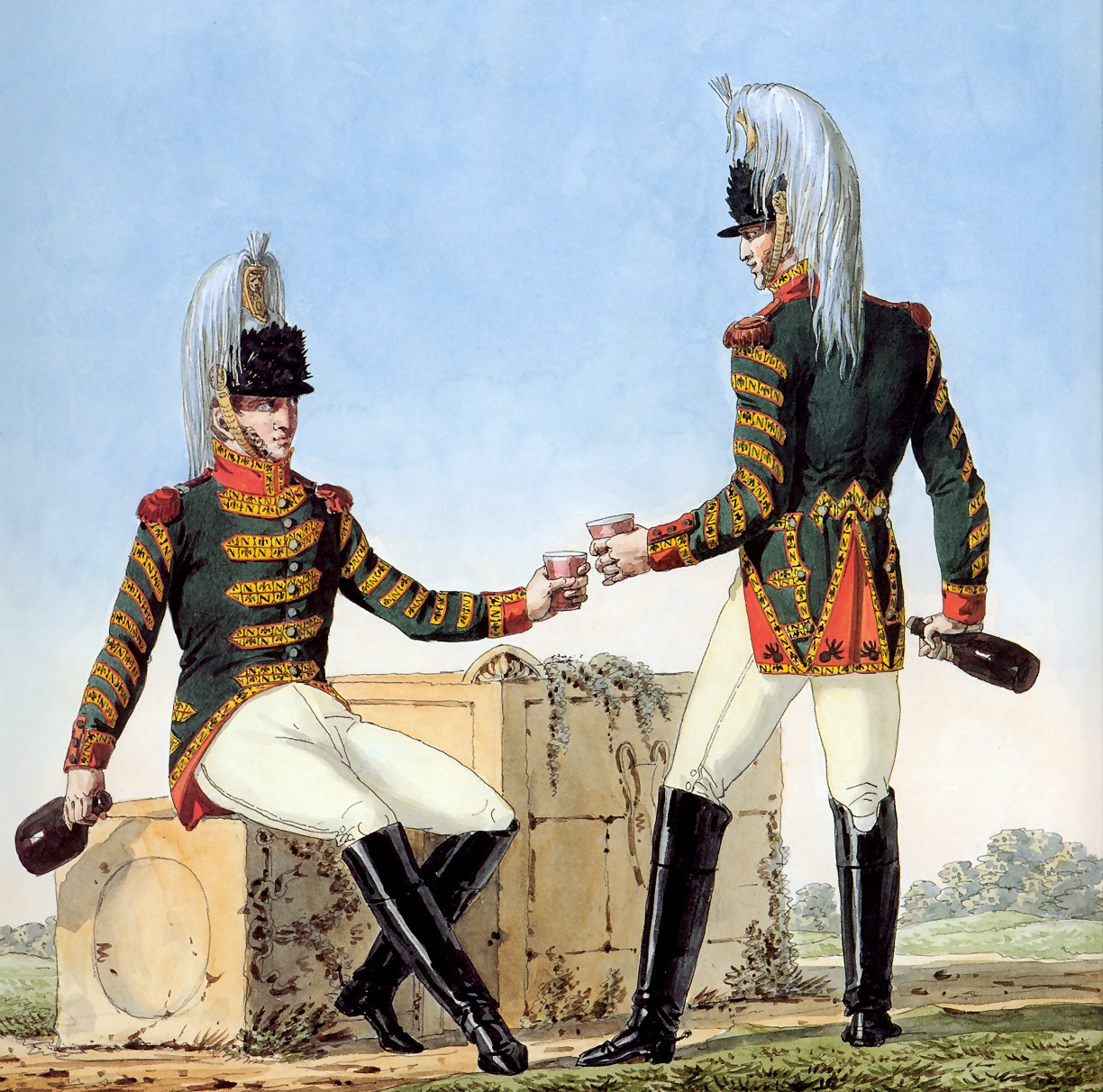
Trompettes du 1er régiment, 1812, portant la livrée impériale.

L'uniforme des trompettes varie énormément d'un régiment à l'autre. Néanmoins, les règles suivantes sont généralement suivies. Les trompettes portent l'uniforme de la troupe aux couleurs inversées (voir la reproduction en tête de cet article). Les boutonnières de l'habit sont galonnées. Ils ne portent pas de cuirasse. Le casque arbore une crinière blanche. En 1812, ils revêtent la livrée impériale.
La trompette est en cuivre, avec glands et cordons dont la couleur varie selon les régiments.
Traditionnellement, les chevaux sont gris. La schabraque de mouton, noire.